# 6 uur van Shanghai 2018
De 6 uur van Shanghai 2018 was de vijfde race van het FIA World Endurance Championship-seizoen 2018-2019. De race werd verreden op 18 november 2018 op het Shanghai International Circuit nabij Shanghai, China.
De race werd gewonnen door de Toyota Gazoo Racing #7 van Mike Conway, Kamui Kobayashi en José María López. De LMP2-klasse werd gewonnen door de Jackie Chan DC Racing #38 van Gabriel Aubry, Stéphane Richelmi en Ho-Pin Tung. De LMGTE Pro-klasse werd gewonnen door de Aston Martin Racing #95 van Marco Sørensen en Nicki Thiim. De LMGTE Am-klasse werd gewonnen door de Dempsey-Proton Racing #77 van Julien Andlauer, Matt Campbell en Christian Ried.

## Kwalificatie
Tijden vetgedrukt betekent de snelste tijd in die klasse.
| Pos. | Klasse    | No. | Team                      | Tijd     | Grid |
| ---- | --------- | --- | ------------------------- | -------- | ---- |
| 1    | LMP1      | 7   | Toyota Gazoo Racing       | 1:42.931 | 1    |
| 2    | LMP1      | 8   | Toyota Gazoo Racing       | 1:43.159 | 2    |
| 3    | LMP1      | 1   | Rebellion Racing          | 1:43.218 | 3    |
| 4    | LMP1      | 17  | SMP Racing                | 1:43.870 | 4    |
| 5    | LMP1      | 3   | Rebellion Racing          | 1:44.179 | 5    |
| 6    | LMP1      | 10  | DragonSpeed               | 1:44.612 | 6    |
| 7    | LMP1      | 11  | SMP Racing                | 1:44.789 | 7    |
| 8    | LMP1      | 4   | ByKolles Racing Team      | 1:46.353 | 8    |
| 9    | LMP2      | 38  | Jackie Chan DC Racing     | 1:48.888 | 9    |
| 10   | LMP2      | 37  | Jackie Chan DC Racing     | 1:49.138 | 10   |
| 11   | LMP2      | 31  | DragonSpeed               | 1:49.857 | 11   |
| 12   | LMP2      | 36  | Signatech Alpine Matmut   | 1:50.206 | 12   |
| 13   | LMP2      | 28  | TDS Racing                | 1:51.006 | 13   |
| 14   | LMP2      | 29  | Racing Team Nederland     | 1:51.657 | 14   |
| 15   | LMP2      | 50  | Larbre Compétition        | 1:51.925 | 15   |
| 16   | LMGTE Pro | 66  | Ford Chip Ganassi Team UK | 1:58.627 | 16   |
| 17   | LMGTE Pro | 81  | BMW Team MTEK             | 1:58.874 | 17   |
| 18   | LMGTE Pro | 97  | Aston Martin Racing       | 1:59.000 | 18   |
| 19   | LMGTE Pro | 92  | Porsche GT Team           | 1:59.031 | 19   |
| 20   | LMGTE Pro | 82  | BMW Team MTEK             | 1:59.055 | 20   |
| 21   | LMGTE Pro | 95  | Aston Martin Racing       | 1:59.157 | 21   |
| 22   | LMGTE Pro | 67  | Ford Chip Ganassi Team UK | 1:59.278 | 22   |
| 23   | LMGTE Pro | 91  | Porsche GT Team           | 1:59.286 | 23   |
| 24   | LMGTE Pro | 51  | AF Corse                  | 1:59.454 | 24   |
| 25   | LMGTE Pro | 71  | AF Corse                  | 1:59.689 | 25   |
| 26   | LMGTE Pro | 64  | Corvette Racing           | 2:00.228 | 26   |
| 27   | LMGTE Am  | 98  | Aston Martin Racing       | 2:01.884 | 27   |
| 28   | LMGTE Am  | 77  | Dempsey-Proton Racing     | 2:01.951 | 28   |
| 29   | LMGTE Am  | 54  | Spirit of Race            | 2:02.090 | 29   |
| 30   | LMGTE Am  | 88  | Dempsey-Proton Racing     | 2:02.115 | 30   |
| 31   | LMGTE Am  | 90  | TF Sport                  | 2:02.211 | 31   |
| 32   | LMGTE Am  | 61  | Clearwater Racing         | 2:02.400 | 32   |
| 33   | LMGTE Am  | 56  | Team Project 1            | 2:02.429 | 33   |
| 34   | LMGTE Am  | 86  | Gulf Racing UK            | 2:04.241 | 34   |
| 35   | LMGTE Am  | 70  | MR Racing                 | 2:04.648 | 35   |

## Uitslag
Winnaars in hun klasse zijn vetgedrukt; LMP1 is rood, LMP2 is blauw, LMGTE Pro is groen en LMGTE Am is oranje.
| Pos. | Klasse    | No. | Team                      | Coureurs                                                | Chassis                       | Banden | Ronden | Tijd/Reden       |
| Pos. | Klasse    | No. | Team                      | Coureurs                                                | Motor                         | Banden | Ronden | Tijd/Reden       |
| ---- | --------- | --- | ------------------------- | ------------------------------------------------------- | ----------------------------- | ------ | ------ | ---------------- |
| 1    | LMP1      | 7   | Toyota Gazoo Racing       | Mike Conway Kamui Kobayashi José María López            | Toyota TS050 Hybrid           | M      | 113    | 6:01:46.414      |
| 1    | LMP1      | 7   | Toyota Gazoo Racing       | Mike Conway Kamui Kobayashi José María López            | Toyota 2.4 L Turbo V6         | M      | 113    | 6:01:46.414      |
| 2    | LMP1      | 8   | Toyota Gazoo Racing       | Fernando Alonso Sébastien Buemi Kazuki Nakajima         | Toyota TS050 Hybrid           | M      | 113    | +1.419           |
| 2    | LMP1      | 8   | Toyota Gazoo Racing       | Fernando Alonso Sébastien Buemi Kazuki Nakajima         | Toyota 2.4 L Turbo V6         | M      | 113    | +1.419           |
| 3    | LMP1      | 11  | SMP Racing                | Michail Aljosjin Jenson Button Vitali Petrov            | BR Engineering BR1            | M      | 112    | +1 ronde         |
| 3    | LMP1      | 11  | SMP Racing                | Michail Aljosjin Jenson Button Vitali Petrov            | AER P60B 2.4 L Turbo V6       | M      | 112    | +1 ronde         |
| 4    | LMP1      | 1   | Rebellion Racing          | Neel Jani André Lotterer Bruno Senna                    | Rebellion R13                 | M      | 112    | +1 ronde         |
| 4    | LMP1      | 1   | Rebellion Racing          | Neel Jani André Lotterer Bruno Senna                    | Gibson GL458 4.5 L V8         | M      | 112    | +1 ronde         |
| 5    | LMP1      | 3   | Rebellion Racing          | Mathias Beche Thomas Laurent Gustavo Menezes            | Rebellion R13                 | M      | 110    | +3 ronden        |
| 5    | LMP1      | 3   | Rebellion Racing          | Mathias Beche Thomas Laurent Gustavo Menezes            | Gibson GL458 4.5 L V8         | M      | 110    | +3 ronden        |
| 6    | LMP1      | 10  | DragonSpeed               | James Allen Ben Hanley Renger van der Zande             | BR Engineering BR1            | M      | 110    | +3 ronden        |
| 6    | LMP1      | 10  | DragonSpeed               | James Allen Ben Hanley Renger van der Zande             | AER P60B 2.4 L Turbo V6       | M      | 110    | +3 ronden        |
| 7    | LMGTE Pro | 95  | Aston Martin Racing       | Marco Sørensen Nicki Thiim                              | Aston Martin Vantage AMR      | M      | 109    | +4 ronden        |
| 7    | LMGTE Pro | 95  | Aston Martin Racing       | Marco Sørensen Nicki Thiim                              | Aston Martin 4.0 L Turbo V8   | M      | 109    | +4 ronden        |
| 8    | LMP2      | 38  | Jackie Chan DC Racing     | Gabriel Aubry Stéphane Richelmi Ho-Pin Tung             | Oreca 07                      | D      | 109    | +4 ronden        |
| 8    | LMP2      | 38  | Jackie Chan DC Racing     | Gabriel Aubry Stéphane Richelmi Ho-Pin Tung             | Gibson GK428 4.2 L V8         | D      | 109    | +4 ronden        |
| 9    | LMGTE Pro | 91  | Porsche GT Team           | Gianmaria Bruni Richard Lietz                           | Porsche 911 RSR               | M      | 109    | +4 ronden        |
| 9    | LMGTE Pro | 91  | Porsche GT Team           | Gianmaria Bruni Richard Lietz                           | Porsche 4.0 L Flat-6          | M      | 109    | +4 ronden        |
| 10   | LMGTE Pro | 92  | Porsche GT Team           | Michael Christensen Kévin Estre                         | Porsche 911 RSR               | M      | 109    | +4 ronden        |
| 10   | LMGTE Pro | 92  | Porsche GT Team           | Michael Christensen Kévin Estre                         | Porsche 4.0 L Flat-6          | M      | 109    | +4 ronden        |
| 11   | LMGTE Pro | 97  | Aston Martin Racing       | Alex Lynn Maxime Martin                                 | Aston Martin Vantage AMR      | M      | 109    | +4 ronden        |
| 11   | LMGTE Pro | 97  | Aston Martin Racing       | Alex Lynn Maxime Martin                                 | Aston Martin 4.0 L Turbo V8   | M      | 109    | +4 ronden        |
| 12   | LMP2      | 31  | DragonSpeed               | Anthony Davidson Roberto González Pastor Maldonado      | Oreca 07                      | M      | 109    | +4 ronden        |
| 12   | LMP2      | 31  | DragonSpeed               | Anthony Davidson Roberto González Pastor Maldonado      | Gibson GK428 4.2 L V8         | M      | 109    | +4 ronden        |
| 13   | LMGTE Pro | 51  | AF Corse                  | James Calado Alessandro Pier Guidi                      | Ferrari 488 GTE Evo           | M      | 109    | +4 ronden        |
| 13   | LMGTE Pro | 51  | AF Corse                  | James Calado Alessandro Pier Guidi                      | Ferrari F154CB 4.0 L Turbo V8 | M      | 109    | +4 ronden        |
| 14   | LMP2      | 36  | Signatech Alpine Matmut   | Nicolas Lapierre André Negrão Pierre Thiriet            | Alpine A470                   | D      | 109    | +4 ronden        |
| 14   | LMP2      | 36  | Signatech Alpine Matmut   | Nicolas Lapierre André Negrão Pierre Thiriet            | Gibson GK428 4.2 L V8         | D      | 109    | +4 ronden        |
| 15   | LMGTE Pro | 71  | AF Corse                  | Sam Bird Davide Rigon                                   | Ferrari 488 GTE Evo           | M      | 109    | +4 ronden        |
| 15   | LMGTE Pro | 71  | AF Corse                  | Sam Bird Davide Rigon                                   | Ferrari F154CB 3.9 L Turbo V8 | M      | 109    | +4 ronden        |
| 16   | LMGTE Pro | 66  | Ford Chip Ganassi Team UK | Stefan Mücke Olivier Pla                                | Ford GT                       | M      | 109    | +4 ronden        |
| 16   | LMGTE Pro | 66  | Ford Chip Ganassi Team UK | Stefan Mücke Olivier Pla                                | Ford EcoBoost 3.5L Turbo V6   | M      | 109    | +4 ronden        |
| 17   | LMGTE Pro | 64  | Corvette Racing           | Oliver Gavin Tommy Milner                               | Chevrolet Corvette C7.R       | M      | 109    | +4 ronden        |
| 17   | LMGTE Pro | 64  | Corvette Racing           | Oliver Gavin Tommy Milner                               | Chevrolet 5.5L V8             | M      | 109    | +4 ronden        |
| 18   | LMGTE Pro | 81  | BMW Team MTEK             | Nick Catsburg Martin Tomczyk                            | BMW M8 GTE                    | M      | 109    | +4 ronden        |
| 18   | LMGTE Pro | 81  | BMW Team MTEK             | Nick Catsburg Martin Tomczyk                            | BMW S63 4.0 L Turbo V8        | M      | 109    | +4 ronden        |
| 19   | LMGTE Pro | 67  | Ford Chip Ganassi Team UK | Andy Priaulx Harry Tincknell                            | Ford GT                       | M      | 109    | +4 ronden        |
| 19   | LMGTE Pro | 67  | Ford Chip Ganassi Team UK | Andy Priaulx Harry Tincknell                            | Ford EcoBoost 3.5L Turbo V6   | M      | 109    | +4 ronden        |
| 20   | LMGTE Pro | 82  | BMW Team MTEK             | Tom Blomqvist António Félix da Costa                    | BMW M8 GTE                    | M      | 108    | +5 ronden        |
| 20   | LMGTE Pro | 82  | BMW Team MTEK             | Tom Blomqvist António Félix da Costa                    | BMW S63 4.0 L Turbo V8        | M      | 108    | +5 ronden        |
| 21   | LMGTE Am  | 77  | Dempsey-Proton Racing     | Julien Andlauer Matt Campbell Christian Ried            | Porsche 911 RSR               | M      | 108    | +5 ronden        |
| 21   | LMGTE Am  | 77  | Dempsey-Proton Racing     | Julien Andlauer Matt Campbell Christian Ried            | Porsche 4.0 L Flat-6          | M      | 108    | +5 ronden        |
| 22   | LMGTE Am  | 56  | Team Project 1            | Jörg Bergmeister Patrick Lindsey Egidio Perfetti        | Porsche 911 RSR               | M      | 108    | +5 ronden        |
| 22   | LMGTE Am  | 56  | Team Project 1            | Jörg Bergmeister Patrick Lindsey Egidio Perfetti        | Porsche 4.0 L Flat-6          | M      | 108    | +5 ronden        |
| 23   | LMGTE Am  | 88  | Dempsey-Proton Racing     | Matteo Cairoli Riccardo Pera Khaled Al Qubaisi          | Porsche 911 RSR               | M      | 108    | +5 ronden        |
| 23   | LMGTE Am  | 88  | Dempsey-Proton Racing     | Matteo Cairoli Riccardo Pera Khaled Al Qubaisi          | Porsche 4.0 L Flat-6          | M      | 108    | +5 ronden        |
| 24   | LMP2      | 37  | Jackie Chan DC Racing     | Jazeman Jaafar Nabil Jeffri Weiron Tan                  | Oreca 07                      | D      | 108    | +5 ronden        |
| 24   | LMP2      | 37  | Jackie Chan DC Racing     | Jazeman Jaafar Nabil Jeffri Weiron Tan                  | Gibson GK428 4.2 L V8         | D      | 108    | +5 ronden        |
| 25   | LMGTE Am  | 54  | Spirit of Race            | Francesco Castellacci Giancarlo Fisichella Thomas Flohr | Ferrari 488 GTE               | M      | 108    | +5 ronden        |
| 25   | LMGTE Am  | 54  | Spirit of Race            | Francesco Castellacci Giancarlo Fisichella Thomas Flohr | Ferrari F154CB 3.9 L Turbo V8 | M      | 108    | +5 ronden        |
| 26   | LMGTE Am  | 98  | Aston Martin Racing       | Paul Dalla Lana Pedro Lamy Mathias Lauda                | Aston Martin Vantage GTE      | M      | 108    | +5 ronden        |
| 26   | LMGTE Am  | 98  | Aston Martin Racing       | Paul Dalla Lana Pedro Lamy Mathias Lauda                | Aston Martin 4.5 L V8         | M      | 108    | +5 ronden        |
| 27   | LMGTE Am  | 70  | MR Racing                 | Olivier Beretta Eddie Cheever III Motoaki Ishikawa      | Ferrari 488 GTE               | M      | 107    | +6 ronden        |
| 27   | LMGTE Am  | 70  | MR Racing                 | Olivier Beretta Eddie Cheever III Motoaki Ishikawa      | Ferrari F154CB 3.9 L Turbo V8 | M      | 107    | +6 ronden        |
| 28   | LMGTE Am  | 61  | Clearwater Racing         | Matt Griffin Weng Sun Mok Keita Sawa                    | Ferrari 488 GTE               | M      | 107    | +6 ronden        |
| 28   | LMGTE Am  | 61  | Clearwater Racing         | Matt Griffin Weng Sun Mok Keita Sawa                    | Ferrari F154CB 3.9 L Turbo V8 | M      | 107    | +6 ronden        |
| 29   | LMGTE Am  | 90  | TF Sport                  | Jonathan Adam Charlie Eastwood Salih Yoluç              | Aston Martin Vantage GTE      | M      | 105    | +8 ronden        |
| 29   | LMGTE Am  | 90  | TF Sport                  | Jonathan Adam Charlie Eastwood Salih Yoluç              | Aston Martin 4.5 L V8         | M      | 105    | +8 ronden        |
| 30   | LMGTE Am  | 86  | Gulf Racing UK            | Ben Barker Thomas Preining Michael Wainwright           | Porsche 911 RSR               | M      | 100    | +13 ronden       |
| 30   | LMGTE Am  | 86  | Gulf Racing UK            | Ben Barker Thomas Preining Michael Wainwright           | Porsche 4.0 L Flat-6          | M      | 100    | +13 ronden       |
| 31   | LMP2      | 29  | Racing Team Nederland     | Frits van Eerd Giedo van der Garde Nyck de Vries        | Dallara P217                  | M      | 99     | +14 ronden       |
| 31   | LMP2      | 29  | Racing Team Nederland     | Frits van Eerd Giedo van der Garde Nyck de Vries        | Gibson GK428 4.2 L V8         | M      | 99     | +14 ronden       |
| 32   | LMP2      | 50  | Larbre Compétition        | Erwin Creed Enzo Guibbert Romano Ricci                  | Ligier JS P217                | M      | 75     | +38 ronden       |
| 32   | LMP2      | 50  | Larbre Compétition        | Erwin Creed Enzo Guibbert Romano Ricci                  | Gibson GK428 4.2 L V8         | M      | 75     | +38 ronden       |
| NC   | LMP2      | 28  | TDS Racing                | Loïc Duval François Perrodo Matthieu Vaxivière          | Oreca 07                      | D      | 108    | Niet geklasseerd |
| NC   | LMP2      | 28  | TDS Racing                | Loïc Duval François Perrodo Matthieu Vaxivière          | Gibson GK428 4.2 L V8         | D      | 108    | Niet geklasseerd |
| NC   | LMP1      | 17  | SMP Racing                | Matevos Isaakjan Jegor Oroedzjev Stéphane Sarrazin      | BR Engineering BR1            | M      | 100    | Niet geklasseerd |
| NC   | LMP1      | 17  | SMP Racing                | Matevos Isaakjan Jegor Oroedzjev Stéphane Sarrazin      | AER P60B 2.4 L Turbo V6       | M      | 100    | Niet geklasseerd |
| DNF  | LMP1      | 4   | ByKolles Racing Team      | Tom Dillmann James Rossiter Oliver Webb                 | ENSO CLM P1/01                | M      | 50     | Motor            |
| DNF  | LMP1      | 4   | ByKolles Racing Team      | Tom Dillmann James Rossiter Oliver Webb                 | Nismo VRX30A 3.0 L Turbo V6   | M      | 50     | Motor            |

## Tussenstanden na wedstrijd
LMP (coureurs)
| Pos | Coureur                                         | Punten |
| --- | ----------------------------------------------- | ------ |
| 1   | Fernando Alonso Sébastien Buemi Kazuki Nakajima | 102    |
| 2   | Mike Conway Kamui Kobayashi José María López    | 97     |
| 3   | Mathias Beche Thomas Laurent Gustavo Menezes    | 73     |
| 4   | Neel Jani André Lotterer                        | 63     |
| 5   | Bruno Senna                                     | 45     |

LMP1 (teams)
| Pos | Team                 | Punten |
| --- | -------------------- | ------ |
| 1   | Toyota Gazoo Racing  | 118    |
| 2   | Rebellion Racing     | 90     |
| 3   | SMP Racing           | 52     |
| 4   | ByKolles Racing Team | 22     |
| 5   | DragonSpeed          | 8,5    |

GTE (coureurs)
| Pos | Coureur                            | Punten |
| --- | ---------------------------------- | ------ |
| 1   | Michael Christensen Kévin Estre    | 111    |
| 2   | Stefan Mücke Olivier Pla           | 68     |
| 3   | Gianmaria Bruni Richard Lietz      | 68     |
| 4   | James Calado Alessandro Pier Guidi | 65,5   |
| 5   | Marco Sørensen Nicki Thiim         | 55,5   |

GTE (constructeurs)
| Pos | Constructeur | Punten |
| --- | ------------ | ------ |
| 1   | Porsche      | 181    |
| 2   | Ford         | 105    |
| 3   | Ferrari      | 102    |
| 4   | Aston Martin | 94     |
| 5   | BMW          | 56     |

LMP2 (coureurs)
| Pos | Coureur                                      | Punten |
| --- | -------------------------------------------- | ------ |
| 1   | Gabriel Aubry Stéphane Richelmi Ho-Pin Tung  | 112    |
| 2   | Nicolas Lapierre André Negrão Pierre Thiriet | 102    |
| 3   | Jazeman Jaafar Nabil Jeffri Weiron Tan       | 98     |
| 4   | Roberto González Pastor Maldonado            | 73     |
| 5   | Frits van Eerd Giedo van der Garde           | 47     |

LMP2 (teams)
| Pos | Nr | Team                    | Punten |
| --- | -- | ----------------------- | ------ |
| 1   | 38 | Jackie Chan DC Racing   | 112    |
| 2   | 36 | Signatech Alpine Matmut | 102    |
| 3   | 37 | Jackie Chan DC Racing   | 98     |
| 4   | 31 | DragonSpeed             | 73     |
| 5   | 29 | Racing Team Nederland   | 47     |

GTE Am (coureurs)
| Pos | Coureur                                                 | Punten |
| --- | ------------------------------------------------------- | ------ |
| 1   | Jörg Bergmeister Patrick Lindsey Egidio Perfetti        | 84     |
| 2   | Paul Dalla Lana Pedro Lamy Mathias Lauda                | 64     |
| 3   | Charlie Eastwood Salih Yoluç                            | 58     |
| 4   | Matt Griffin Weng Sun Mok Keita Sawa                    | 57     |
| 5   | Francesco Castellacci Giancarlo Fisichella Thomas Flohr | 55     |

GTE Am (teams)
| Pos | Nr | Team                | Punten |
| --- | -- | ------------------- | ------ |
| 1   | 56 | Team Project 1      | 84     |
| 2   | 98 | Aston Martin Racing | 64     |
| 3   | 90 | TF Sport            | 58     |
| 4   | 61 | Clearwater Racing   | 57     |
| 5   | 54 | Spirit of Race      | 55     |